# Zdążyć przed Panem Bogiem
Zdążyć przed Panem Bogiem – książka Hanny Krall oparta na wywiadzie z Markiem Edelmanem, w którym wspominał powstanie w getcie warszawskim oraz swoją pracę jako kardiolog.
Książka powstała w 1976, pierwotnie wydrukowana została w czasopiśmie „Odra”. Pierwsze wydanie książkowe ukazało się w 1977, a później publikowano wznowienia. Zdążyć przed Panem Bogiem znajduje się na liście lektur obowiązkowych do matury z języka polskiego na poziomie podstawowym.